# جنوب غرب الولايات المتحدة
جنوب غرب الولايات المتحدة (بالإنجليزية: Southwestern United States أو American Southwest أو باختصار the Southwest)‏ هي منطقة في الولايات المتحدة تضم الولايات أريزونا وكاليفورنيا وكولورادو ونيفادا ونيو مكسيكو وأوكلاهوما وتكساس ويوتاه. مركز هذه المنطقة هي الزوايا الأربع.

الولايات الخمس أريزونا وكولورادو ونيفادا ونيو مكسيكو ويوتاه هي جزء من إقليم الجبال بالإضافة لكونها جزء من الجنوب الغربي.

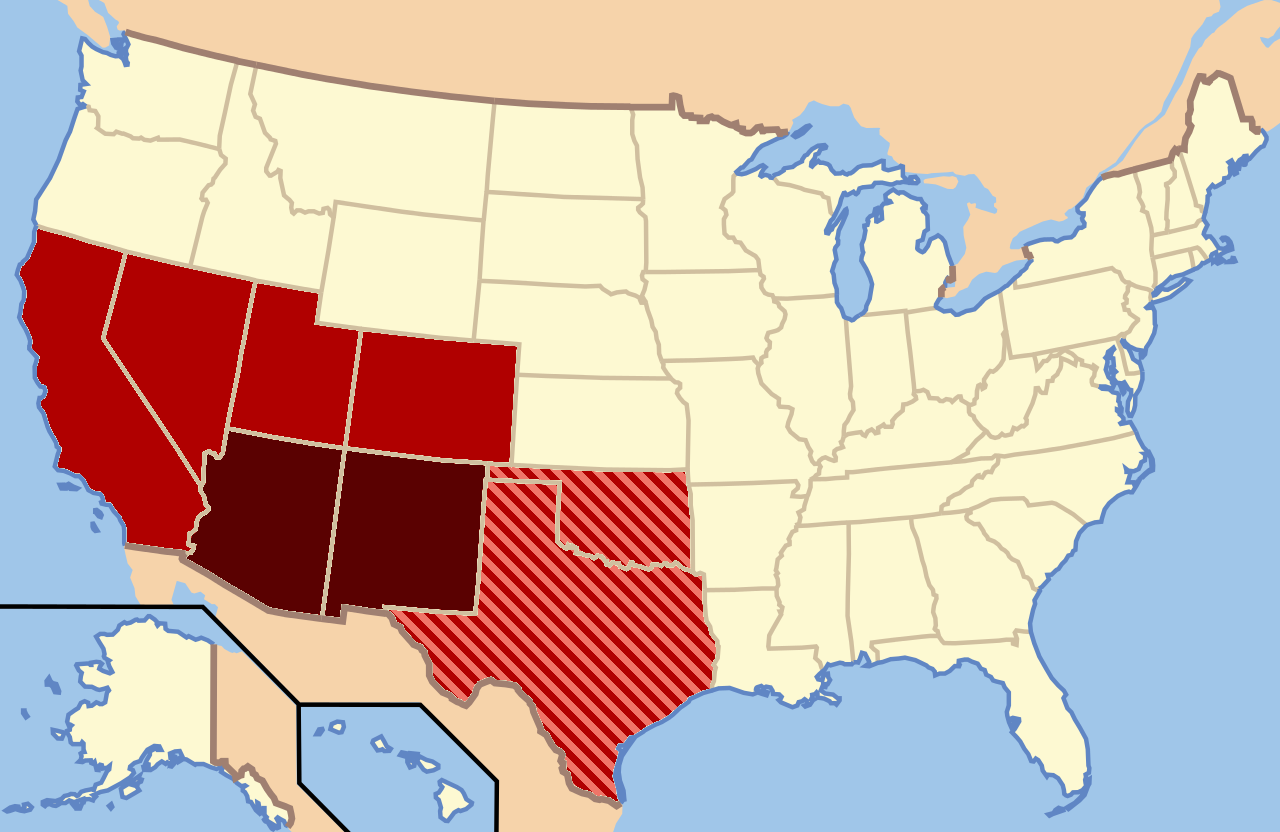
تعريف منطقة جنوب غرب الولايات المتحدة يختلف حسب المصدر. أريزونا ونيو مكسيكو (باللون الأحمر الغامق) تعدان مركز المنطقة، أما أوكلاهوما وتكساس (باللون الأزرق المخطط) فأحيانا لا تعدان ضمن المنطقة. ولايات جنوب غرب الويات المتحدة تصنف أيضا ضمن ولايات الغرب الأمريكية بحسب المكتب الأمريكي للتعداد.

أغلب هذه المنطقة كانت جزء من إسبانيا الجديدة ضمن الإمبراطورية الإسبانية في العصر الحديث. أما ولايات أريزونا وكاليفورنيا ونيفادا ونيو مكسيكو وتكساس ويوتاه وأجزاء من كولورادو وأوكلاهوما وكنساس ووايومنغ كانت جزء من المكسيك قبل الحرب المكسيكية الأمريكية وقبل بيع ميسيلا عام 1853.

## معرض صور

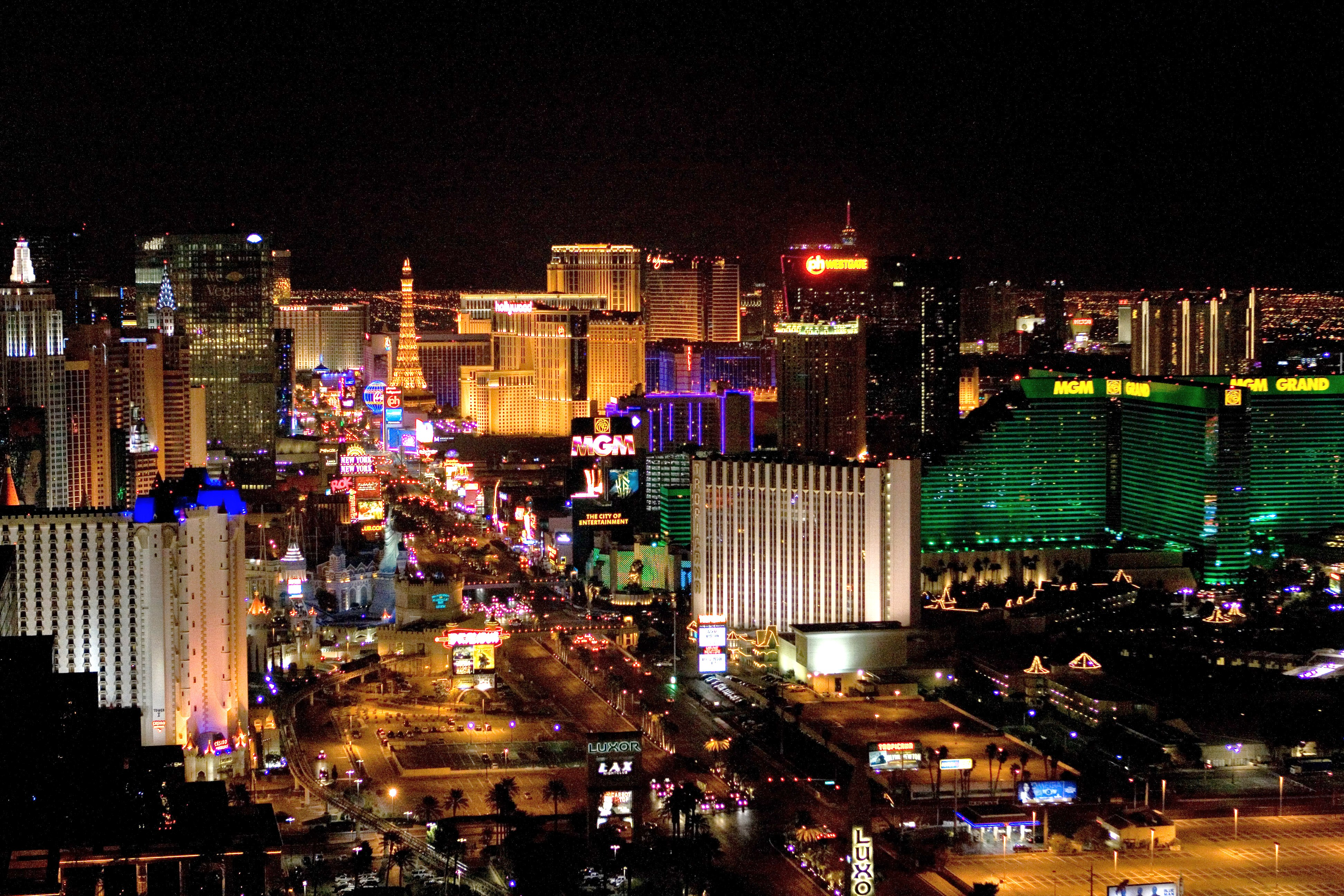
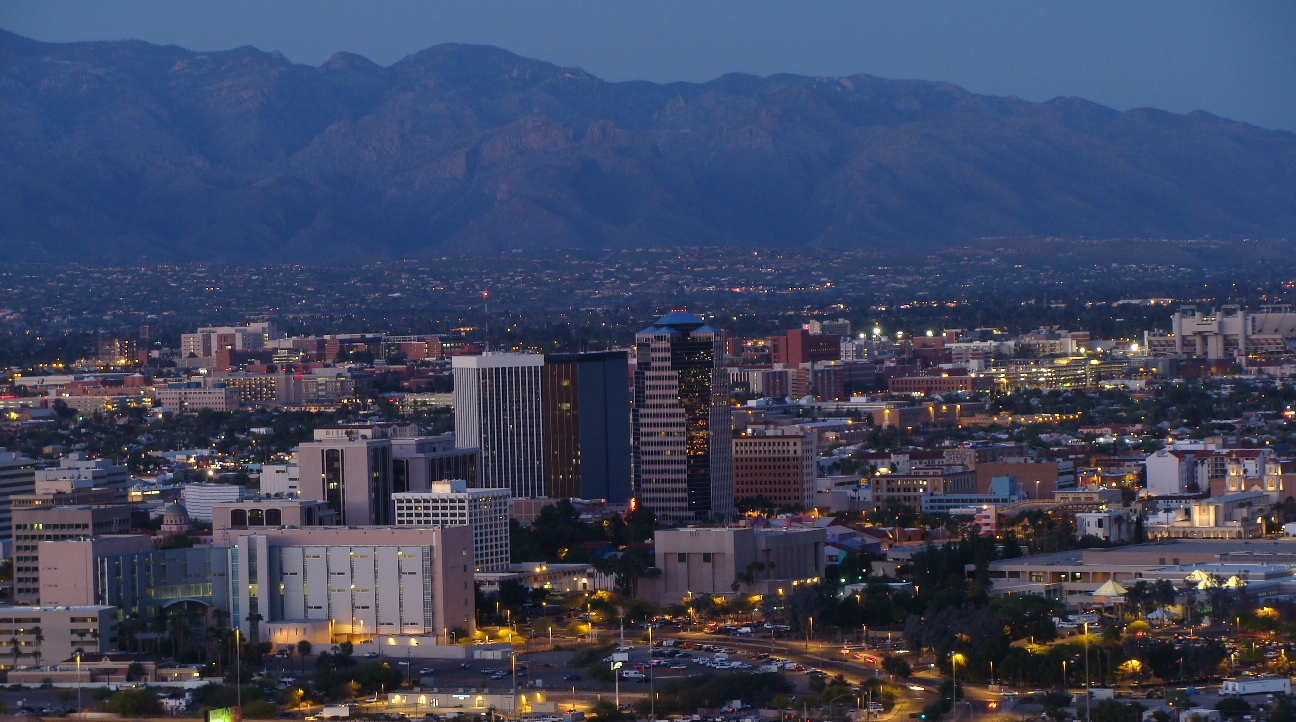
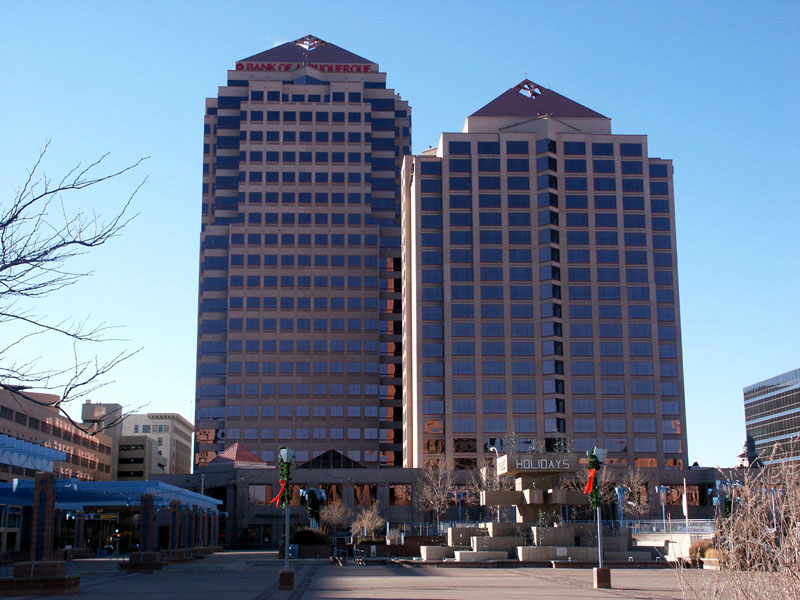